# Muhammadkarim Xurramov
Muhammadkarim Xurramov (usbekisch-kyrillisch Муҳаммадкарим Хуррамов; geboren am 4. April 1997) ist ein usbekischer Judoka. Er gewann die Silbermedaille bei den Asien-Ozeanien-Meisterschaften 2021.

## Sportliche Karriere
Xurramovs internationale Karriere begann in der Gewichtsklasse bis 81 Kilogramm. 2013 war Zweiter der U18-Asienmeisterschaften, 2014 gewann er den Titel. Von 2015 bis 2017 kämpfte er in der Gewichtsklasse bis 90 Kilogramm. 2016 war er usbekischer Meister in der Erwachsenenklasse. Im Jahr darauf gewann er die Bronzemedaille bei den Asienmeisterschaften.
Seit 2018 kämpft Xurramov in der Gewichtsklasse bis 100 Kilogramm, dem Halbschwergewicht. Im April 2019 erkämpfte er eine Bronzemedaille bei den Asien-Pazifik-Meisterschaften. Ebenfalls Bronze gewann er bei der Universiade 2019. Anfang 2020 siegte er beim Grand Slam in Düsseldorf, wo er im Finale den Aserbaidschaner Elmar Qasımov bezwang. Bei den Asien-Ozeanien-Meisterschaften 2021 erreichte er das Finale und gewann die Silbermedaille hinter dem Japaner Aaron Wolf. Bei den Weltmeisterschaften in Budapest schied Xurramov im Achtelfinale gegen den Serben Aleksandar Kukolj aus. Anderthalb Monate später traf Xurramov im Achtelfinale der Olympischen Spiele in Tokio auf Aaron Wolf und schied aus.